# CXCモータース
CXCモータースは韓国・ソウルにある韓国国内において輸入車を取り扱う企業である。本社はソウル特別市龍山区。

## 概要
近年、輸入車市場の拡大が著しい韓国において三菱自動車工業の主力車種を相次いで投入し、ユーザーの多様化するニーズに応えながら三菱ブランドの確立と浸透を図っていくことを目的に日本の三菱商事、韓国三菱商事、大宇自動車販売の3社が手を組んで2008年3月にMMSKコーポレーションを設立し、韓国国内における三菱車の販売とサービス、そして流通事業を展開してきたが、2011年4月、業績不振を理由に清算された。
しかし2012年3月、韓進グループの創業者・趙重勲の甥が設立した自動車輸入業のCXC（同社はクライスラー/ジープやプジョー、シトロエン車などの輸入も手掛けている）が三菱車を韓国国内で販売することを名乗り出たため、再び三菱車が販売されることとなった。その締結時には三菱自動車の社長・益子修（当時）も駆けつけ、現地向けのRVRも初披露された。
尚、同社は今後、三菱自動車の韓国内独占販売権および事後サービスに関するすべての事項を含むパートナーシップとなり、MMSKコーポレーション時代に販売した車種の在庫車両は江南と汝矣島にある三菱展示場およびCXCモータースが自主的に運営する自動車アウトレットマーケットの「Cスクエア」で販売されることになった。
しかし、2012年の販売台数は全く振るわなかったため、三菱車の販売については同年内をもって韓国市場から撤退した。

## 取り扱い車種
- ジープ - チェロキー、グランドチェロキー、ラングラー/ラングラー アンリミテッド、グラディエーター、コンパス、レネゲード - 公式サイト
- プジョー - 508、308、3008など - 公式サイト
- DSオートモビルズ/シトロエン - DS7クロスバック、DS3クロスバック、C5エアクロスSUV、グランドC4スペースツアラーなど - 公式サイト

三菱車を例にとると、2012年に取り扱った車種は以下。L200とRVR以外はすべて日本からの輸入となる（RVRについては米韓自由貿易協定に伴い、2012年7月よりアメリカ合衆国からの輸入に切り替わった）。
- ランサーエボリューション랜서 에볼루션、日本名：ランサーエボリューションⅩ）
- ランサー（랜서、日本名：ギャランフォルティス）
- アウトランダー（아웃랜더、3.0Lと2.4L）
- RVR
- L200
- パジェロ（파제로）

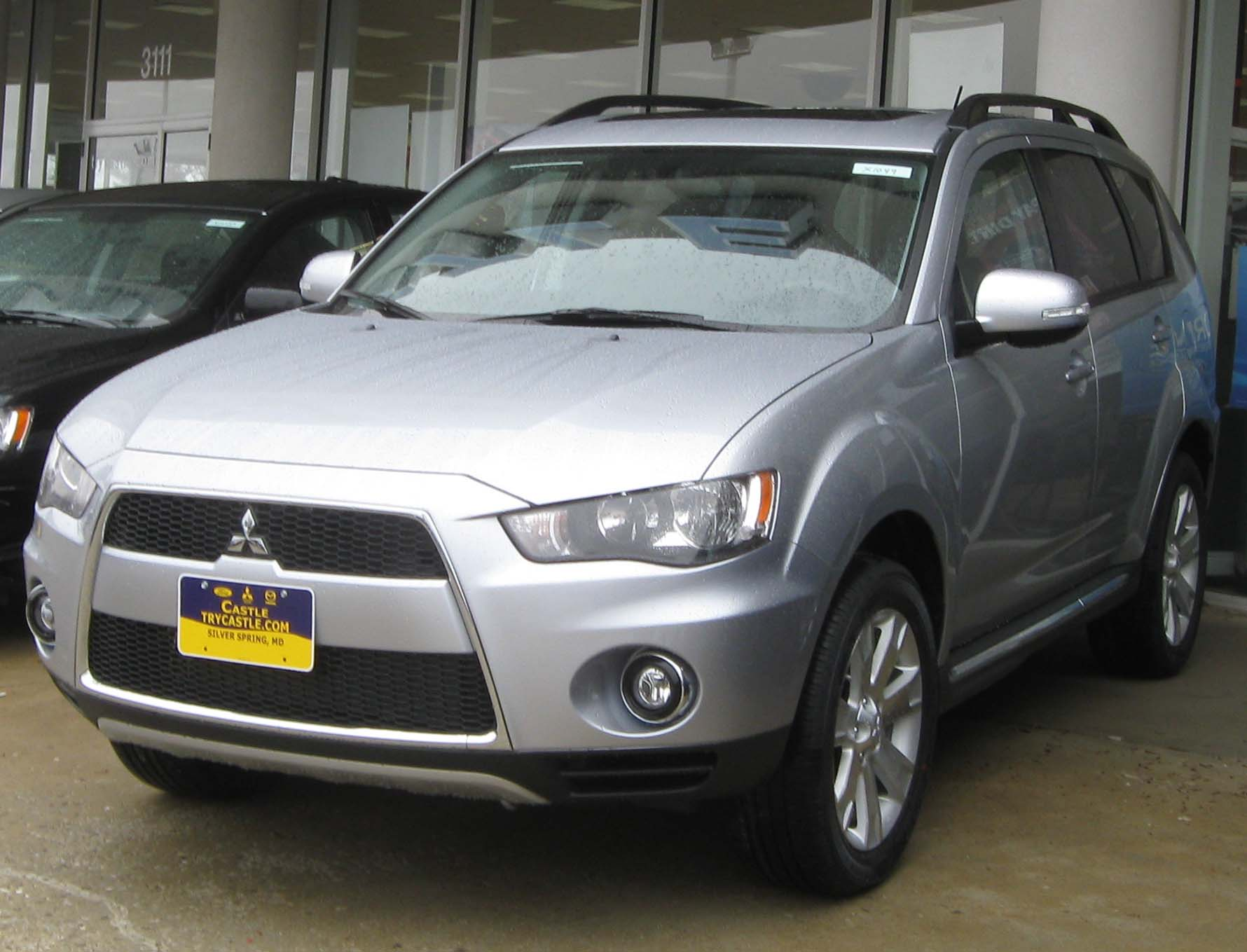
アウトランダー
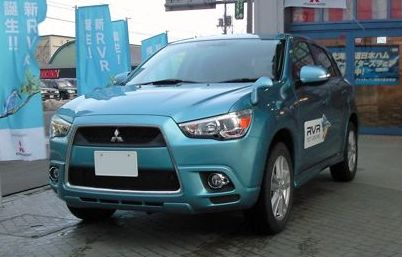
RVR

　－